# Pseudagrion coeleste
Pseudagrion coeleste é uma espécie de libelinha da família Coenagrionidae.
Pode ser encontrada nos seguintes países: Angola, Botswana, Malawi, Namíbia, África do Sul, Zâmbia, Zimbabwe, possivelmente Chade e possivelmente na Tanzânia.
Os seus habitats naturais são: pântanos e marismas de água doce.